# Clássicos da Literatura Disney
Clássicos da Literatura Disney é uma série de quadrinhos Disney, com paródias e quadrinizações de livros consagrados.

## Publicação

### Itália
A série italiana, I Classici della Letteratura, rodou de Maio a Novembro de 2010, sendo encartado toda segunda no jornal Corriere della Sera. Durou 30 edições. Cada volume era batizado com o título da história principal, e possuía biografia dos autores dos livros originais e dos quadrinistas responsáveis pelas paródias. Uma republicação em 2013 acrescentou dez novas edições.

### Espanha
A série espanhola, Clásicos de la Literatura,  foi encartada com o jornal El Mundo, entre domingo e terça-feira de Junho a Setembro de 2008. Durou 40 edições, e cada edição tinha na lombada uma fração de uma imagem com os personagens Disney. O título de cada edição se refere ao título parodiado na história principal do volume.

### Irlanda e Reino Unido
Na Irlanda, Disney Literature Classics foi encartada com o jornal Irish Independent aos sábados, entre Setembro de 2009 e Fevereiro de 2010.Durou 21 edições, com duas edições gratuitas - a primeira, e a vigésima primeira, enviada para quem havia colecionado todas as vinte anteriores - e a imagem da lombada espanhola. Cada edição continha apenas a história que batizava o exemplar. Foi republicada no Reino Unido com 25 exemplares em 2010, nos jornais The Star e Whitby Gazette,  e em 2011 por outros jornais como o  Lancashire Evening Post e Wakefield Express.

### Brasil
A série brasileira foi trazida pela Editora Abril (por sua subsidiária Abril Jovem) como celebração dos 50 anos da revista O Pato Donald, começando em Junho de 2010. A primeira edição trazia junto um fac-simile de O Pato Donald número 1, de 1950. Originalmente anunciado como 20 edições, no vigésimo foram anunciados mais 10 - com as edições de 25 a 30 sofrendo alterações antes da publicação, mantendo apenas As 1001 Noites e abandonando O Código Da Vinci,
O Planeta dos Macacos, Viagem Fantástica e ...E o Vento Levou, porque a Disney pediu para ater-se aos títulos da coleção espanhola - e no trigésimo, mais 10, a serem lançados em 2011, completando 40 edições que também possuem a imagem da coleção espanhola.

## Títulos
| Obras parodiadas | Edição italiana                                                | Edição espanhola                                                    | Edição inglesa                                                                                     | Edição brasileira                   |
| --- | -------------------------------------------------------------- | ------------------------------------------------------------------- | -------------------------------------------------------------------------------------------------- | ----------------------------------- |
| Os Três Mosqueteiros e O Homem da Máscara de Ferro , de Alexandre Dumas Capitão Fracasso , de Theophile Gautier                        | Paperino e i Tre Moschettieri                                  | Los Tres Mosqueteros                                                | Ducktargnan and the Three Musketeers                                                               | Os Três Mosqueteiros                |
| A Ilha do Tesouro, de Robert Louis Stevenson O Fantasma de Canterville, de Oscar Wilde                                                 | Paperino e l'isola del tesoro                                  | La Isla del Tesoro                                                  | Donald Duck on Treasure Island                                                                     | A Ilha do Tesouro                   |
| Hamlet, Otelo e A Megera Domada, de William Shakespeare                                                                                | Paperino - Amleto principe di Dunimarca                        | El teatro de Shakespeare                                            | Donald Hamlet, Prince of Dunemark Othello, the Moor of Duckland / The Taming of the Duck Scoundrel | O Grande Teatro de Shakespeare      |
| Cavaleiros da Távola Redonda Tristão e Isolda                                                                                          | Topolino e i cavalieri della tavola rotonda                    | Los Caballeros de la mesa redonda                                   | Mickey Mouse and the Knights of the Round Table                                                    | Os Cavaleiros da Távola Redonda     |
| Ilíada e Odisseia , de Homero | Paperodissea                                                   | La Odisea                                                           | Donald’s Odyssey                                                                                   | A Ilíada e a Odisseia               |
| Marco Polo | La Storia di Marco Polo detta Il Milione                       | La historia de Marco Polo                                           | Não publicada                                                                                      | As Viagens de Marco Polo            |
| Guilherme Tell | Zio Paperone e la locandiera                                   | La Posadera                                                         | Não publicada                                                                                      | Guilherme Tell                      |
| Os Noivos, de Alessandro Manzoni | I promessi paperi                                              | Amores y leyendas La Posadera                                       | Não publicada                                                                                      | Guilherme Tell                      |
| Tom Sawyer, de Mark Twain O Mágico de Oz, de L. Frank Baum                                                                             | Le avventure di Top Sawyer                                     | Las Aventuras de Tom Sawyer                                         | The Adventures of Mick Sawyer Daisy Duck in the Wonderful World of Oz                              | O Mágico de Oz                      |
| Guerra e Paz, de Leon Tolstói Crime e Castigo, de Fiódor Dostoiévski                                                                   | Guerra e Pace                                                  | Guerra y paz                                                        | Donald Duckzukov in War and Peace                                                                  | Guerra e Paz                        |
| Jerusalém libertada, de Torquato Tasso Orlando Furioso, de Ludovico Ariosto                                                            | Paperopoli liberata                                            | Orlando Furioso                                                     | Não publicada                                                                                      | Cruzadas                            |
| Dom Quixote, de Miguel de Cervantes | Paperino Don Chisciotte                                        | Don Quijote                                                         | Duck Quixote                                                                                       | Dom Quixote                         |
| Os Mistérios da Selva Negra, de Emilio Salgari                                                                                         | Sandopaper e la perla di Labuan                                | 20.000 Leguas de Viaje Submarino                                    | Não publicada                                                                                      | Dom Quixote                         |
| Vinte Mil Léguas Submarinas, de Júlio Verne                                                                                            | Paperino e il giro del mondo in otto giorni                    | 20.000 Leguas de Viaje Submarino                                    | Não publicada                                                                                      | 20.000 Léguas Submarinas            |
| A Volta ao Mundo em 80 Dias, de Júlio Verne                                                                                            | Paperino e il giro del mondo in otto giorni                    | La vuelta al mundo en 80 días Viaje al centro de la Tierra          | Donald Duck Around the World in Eight Days                                                         | Viagem ao Centro da Terra           |
| Miguel Strogoff, de Júlio Verne | Paperino e il giro del mondo in otto giorni                    | Viaje al centro de la Tierra                                        | Não publicada                                                                                      | O Conde de Monte Cristo             |
| O Conde de Monte Cristo , de Alexandre Dumas Carmen, de Bizet                                                                          | Paperino e il Conte di Montecristo                             | El Conde de Montecristo                                             | Donald Duck and the Count of Monte Cristo                                                          | O Conde de Monte Cristo             |
| Voyages très extraordinaires de Saturnin Farandoul, de Albert Robida                                                                   | Paperino e il Conte di Montecristo                             | El Conde de Montecristo                                             | Não publicada                                                                                      | Não publicada                       |
| A Divina Comédia, de Dante Alighieri                                                                                                   | L'Inferno di Topolino La Storia di Marco Polo detta Il Milione | 20.000 Leguas de Viaje Submarino Amores y leyendas Don Quijote      | Não publicada                                                                                      | A Divina Comédia                    |
| Viagem ao Centro da Terra, de Júlio Verne                                                                                              | Zio Paperone e il viaggio al centro della terra                | Viaje al centro de la Tierra                                        | Uncle Scrooge Journeys to the Centre of the Earth                                                  | Viagem ao Centro da Terra           |
| Drácula, de Bram Stoker | Dracula di Bram Topker                                         | Viaje al centro de la Tierra                                        | Não publicada                                                                                      | O Médico e o Monstro                |
| O Médico e o Monstro, de Robert Louis Stevenson                                                                                        | I viaggi di Papergulliver                                      | Los Viajes de Gulliver El extraño caso del Doctor Jekyll y Mr. Hyde | The Strange Case of Dr Donald and Mr Mike                                                          | O Médico e o Monstro                |
| A Guerra dos Mundos, de H.G. Wells | Topolino e la guerra dei mondi                                 | Não publicada                                                       | Não publicada                                                                                      | A Guerra dos Mundos                 |
| A Máquina do Tempo, de H.G. Wells | Não publicada                                                  | Não publicada                                                       | Não publicada                                                                                      | A Guerra dos Mundos                 |
| Canção dos Nibelungos Os Sofrimentos do Jovem Werther, de Goethe                                                                       | La trilogia di Paperin Sigfrido e l'oro del reno               | El Anillo del Nibelungo                                             | Não publicada                                                                                      | O Anel dos Nibelungos               |
| Os Miseráveis, de Victor Hugo As Aventuras Prodigiosas de Tartarin de Tarascon , de Alphonse Daudet                                    | Il mistero dei candelabri                                      | Los Miserables                                                      | That Missing Candelabra                                                                            | Os Miseráveis                       |
| As Viagens de Gulliver, de Jonathan Swift A Flecha Negra , de Robert Louis Stevenson                                                   | I viaggi di Papergulliver                                      | Los Viajes de Gulliver                                              | Donald Gulliver’s Travels                                                                          | As Viagens de Gulliver              |
| Robinson Suíço, de Johann David Wyss                                                                                                   | Não publicado                                                  | Não publicado                                                       | Não publicado                                                                                      | As Viagens de Gulliver              |
| Futebol | Não publicado                                                  | La Copa de Terracota                                                | Não publicada                                                                                      | Lendas do Futebol                   |
| Sherlock Holmes, de Arthur Conan Doyle                                                                                                 | Paperino in "Il mondo perduto"                                 | Sherlock Holmes                                                     | Elementary, my dear Fethry [a]                                                                     | Sherlock Holmes                     |
| O Mundo Perdido, de Arthur Conan Doyle                                                                                                 | Paperino in "Il mondo perduto"                                 | El Mundo perdido                                                    | Donald Duck in the Lost World                                                                      | Sherlock Holmes                     |
| The Call of the Wild, de Jack London                                                                                                   | Buck alias Pluto... e il Richiamo della foresta                | El Mundo perdido                                                    | Não publicada                                                                                      | Não publicada                       |
| Três Homens Num Barco, de Jerome K. Jerome                                                                                             | Buck alias Pluto... e il Richiamo della foresta                | Não publicada                                                       | Não publicada                                                                                      | Não publicada                       |
| James Bond, de Ian Fleming | Paperino e il signore del padello                              | Não publicada                                                       | Não publicada                                                                                      | James Bond                          |
| O Senhor dos Anéis, de J.R.R. Tolkien                                                                                                  | Paperino e il signore del padello                              | Não publicada                                                       | Não publicada                                                                                      | O Senhor dos Anéis                  |
| Alice no País das Maravilhas, de Lewis Carroll                                                                                         | Não publicada                                                  | Não publicada                                                       | Não publicada                                                                                      | O Senhor dos Anéis                  |
| A Queda da Casa de Usher, Assassinatos na Rua Morgue, O Escaravelho de Ouro e A Carta Roubada, de Edgar Allan Poe                      | I racconti di Edgar Allan Top                                  | Los relatos de Edgar Allan Poe                                      | Mickey's Tales of Edgar Allan Poe [a]                                                              | Os Contos de Edgar Allan Poe        |
| O Grande Motim, de Charles Nodrhoff e James Norman                                                                                     | Não publicada                                                  | El motín de la Bounty                                               | Não publicada                                                                                      | O Grande Motim                      |
| Assassinato no Expresso Oriente, de Agatha Christie                                                                                    | Topolino sull'Orient Express                                   | El motín de la Bounty                                               | Não publicada                                                                                      | O Grande Motim                      |
| O Fantasma da Ópera, de Gaston Leroux                                                                                                  | Topolino e la guerra dei mondi                                 | El motín de la Bounty                                               | Não publicada                                                                                      | O Grande Motim                      |
| Cyrano de Bergerac, de Edmond Rostand                                                                                                  | Zio Paperone e "L'avaro" di Moliere                            | El motín de la Bounty                                               | Não publicada                                                                                      | O Grande Motim                      |
| O Avarento e As Artimanhas de Scapino, de Molière O Barbeiro de Sevilha, de Rossini                                                    | Zio Paperone e "L'avaro" di Moliere                            | El Avaro                                                            | Não publicada                                                                                      | O Avarento                          |
| Os Bandoleiros, de Friedrich Schiller                                                                                                  | Zio Paperone e la locandiera                                   | La Posadera                                                         | Não publicada                                                                                      | O Avarento                          |
| La Locandiera e Sior Todero brontolon , de Carlo Goldoni                                                                               | Zio Paperone e la locandiera                                   | La Posadera                                                         | Não publicada                                                                                      | Não publicada                       |
| As Loucas Aventuras do Barão de Münchausen, de Rudolf Erich Raspe A Flauta Mágica, de Wolfgang Amadeus Mozart Fausto, de Goethe        | Paperino di Münchhausen                                        | La Flauta Mágica                                                    | Não publicada                                                                                      | As Aventuras do Barão de Münchausen |
| As 1001 Noites | Paperin Babà                                                   | Alí Babá y los cuarenta ladrones                                    | Tales From One Thousand and One Nights                                                             | As 1001 Noites                      |
| Um Conto de Natal, de Charles Dickens O Retrato de Dorian Gray, de Oscar Wilde                                                         | Canto di Natale                                                | Cuento de Navidad                                                   | A Christmas Quackarol                                                                              | Um Conto de Natal                   |
| Atlântida | Não publicada                                                  | El Tesoro de la Atlántida                                           | Não publicada                                                                                      | A Lenda de Atlântida                |
| Velho Oeste | Não publicada                                                  | Historias del lejano Oeste                                          | Não publicada                                                                                      | Histórias do Velho Oeste            |
| Comissário Maigret, de Georges Simenon                                                                                                 | Não publicada                                                  | Los casos del comisario Maigret                                     | Não publicada                                                                                      | Comissário Maigret                  |
| Era dos Descobrimentos | Não publicada                                                  | El Tesoro de la Atlántida                                           | Não publicada                                                                                      | A Descoberta da América             |
| Egito Antigo | Não publicada                                                  | Cleopatra Nefertiti                                                 | Two Quacky Love Stories                                                                            | Segredos do Egito                   |
| Colonização americana | Não publicada                                                  | El Tesoro del Mayflower                                             | Mickey and the Mayflower Treasure[a]                                                               | A Conquista da América              |
| Sandokan, de Emilio Salgari | Sandopaper e la perla di Labuan                                | Sandokán y la perla de Labuán                                       | Não publicada                                                                                      | Sandokan: O Tigre da Malásia        |
| The Importance of Being Earnest, de Oscar Wilde Miséria e Nobreza, de Eduardo Scarpetta                                                | L'importanza di chiamarsi Papernesto                           | La Importancia de llamarse Ernesto                                  | The Importance of Being Donaldest                                                                  | Romeu e Julieta                     |
| O Mercador de Veneza e Romeu e Julieta, de William Shakespeare                                                                         | L'importanza di chiamarsi Papernesto                           | La Importancia de llamarse Ernesto                                  | Two Quacky Love Stories                                                                            | Romeu e Julieta                     |
| Sonhos de Uma Noite de Verão, de William Shakespeare                                                                                   | Não publicada                                                  | Não publicada                                                       | Não publicada                                                                                      | Romeu e Julieta                     |
| Sir Rats | Não publicada                                                  | El Escudo de Thor                                                   | Não publicada                                                                                      | Segredos da Civilização             |
| Orlando enamorado, de Matteo Maria Boiardo Il Guerrin Meschino, de Andrea da Barberino                                                 | Paperino il paladino                                           | Caballeros Andantes                                                 | Não publicada                                                                                      | Cavaleiros Andantes                 |
| O Visconde Partido ao Meio, de Italo Calvino                                                                                           | Topolino e la guerra dei mondi                                 | Não publicada                                                       | Não publicada                                                                                      | Não publicada                       |
| Frankenstein, de Mary Shelley "Store of the Worlds", de Robert Sheckley                                                                | Zio Paperone e il viaggio al centro della terra                | Não publicada                                                       | Não publicada                                                                                      | Não publicada                       |
| Tarzan, de Edgar Rice Burroughs Robin Hood                                                                                             | Paperin-Tarzan... e il richiamo della foresta                  | Não publicada                                                       | Não publicada                                                                                      | Não publicada                       |
| O Nome da Rosa, de Umberto Eco Zorro, de Johnston McCulley                                                                             | Topolino sull'Orient Express                                   | Não publicada                                                       | Não publicada                                                                                      | Não publicada                       |
| O Último dos Moicanos, de James Fenimore Cooper Robinson Crusoé, de Daniel Defoe                                                       | Topolino e l'Ultimo dei Mohigatti                              | Não publicada                                                       | Não publicada                                                                                      | Não publicada                       |
| O Flautista de Hamelin, dos Irmãos Grimm O Quebra-Nozes e o Rei dos Camundongos, de E. T. A. Hoffmann Novecento, de Alessandro Baricco | Topolino e il piffero magico                                   | Não publicada                                                       | Não publicada                                                                                      | Não publicada                       |
| O Príncipe e o Mendigo, de Mark Twain Il fornaretto, de Francesco Dall'Ongaro A História de um Jovem Homem Pobre, de Octave Feuillet   | Il principe e il povero                                        | Não publicada                                                       | Não publicada                                                                                      | Não publicada                       |
| Crepúsculo, de Stephenie Meyer | Dracula di Bram Topker                                         | Não publicada                                                       | Não publicada                                                                                      | Não publicada                       |
| Horizonte Perdido, de James Hilton Hagakure, de Yamamoto Tsunetomo                                                                     | Topolino nel favoloso regno di Shan-Grillà                     | Não publicada                                                       | Não publicada                                                                                      | Não publicada                       |
| O Velho e o Mar e Por Quem os Sinos Dobram, de Ernest Hemingway                                                                        | Zio Paperone e... il vecchio e il mare                         | Não publicada                                                       | Não publicada                                                                                      | Não publicada                       |
| 1984, de George Orwell | Zio Paperone e... il vecchio e il mare                         | Não publicada                                                       | Não publicada                                                                                      | Não publicada                       |
| A Metamorfose, de Franz Kafka | Zio Paperone e... il vecchio e il mare                         | El Cid Campeador                                                    | Não publicada                                                                                      | Não publicada                       |
| El Cid | Paperino Don Chisciotte                                        | El Cid Campeador                                                    | Não publicada                                                                                      | Não publicada                       |
| Ben-Hur , de Lew Wallace | Le avventure di Top Sawyer                                     | El Cid Campeador                                                    | Não publicada                                                                                      | Não publicada                       |
| Mulherzinhas, de Louisa May Alcott | Paperino e il vento del Sud                                    | El Cid Campeador                                                    | Não publicada                                                                                      | Não publicada                       |
| ...E o Vento Levou, de Margaret Mitchell                                                                                               | Paperino e il vento del Sud                                    | Não publicada                                                       | Não publicada                                                                                      | Não publicada                       |

a. ^  Apenas no Reino Unido.